# 瘟疫 (電影)
《瘟疫》（英語：Epidemic）是丹麥導演拉斯·馮·提爾於1987年自編、自導、自演的電影，也是「歐洲三部曲」中的二部曲。拉斯·馮·提爾與編劇尼斯·佛索在電影中飾演自己。
本片獲選進入1987年坎城影展一種注目單元中放映，並獲得1988年葡萄牙波爾圖國際奇幻影展最佳影片的提名。

## 劇情
拉斯和尼斯努力一年半終於完成電影劇本《條子與婊子》(Kommisæren Og Luderen)，就在製片凱斯要前來與他們會面的前五天，劇本在要印出來時硬碟損毀，導致他們必須在五天內寫完新劇本；他們決定放棄原來的故事架構，改以《瘟疫》為劇本名稱，一起建構各種創意。故事內容是歐洲發生一種名為D.I.N.的傳染病，具有理想主義頃向的年輕醫生梅斯梅爾不顧醫院裡同事、長官的強烈反彈，決定要親自前往封鎖區之外，尋找瘟疫的起源以及拯救平民百姓。

## 主要演員
- 拉斯·馮·提爾-拉斯/梅斯梅爾
- 尼斯·佛索-尼斯
- 伍鐸·奇爾-伍鐸
- Susanne Ottesen-蘇珊
- Claes Kastholm Hansen-凱斯
- Gitte Lind-姬德
- Svend Ali Hamann-史凡哈門